# Gideon Patt

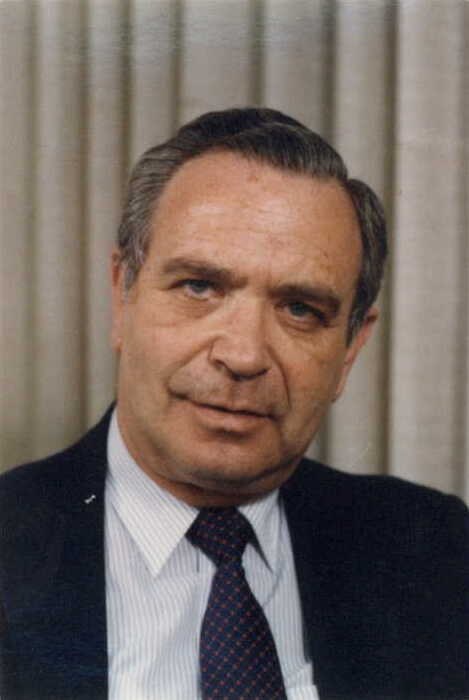
Gideon Patt

Gideon Patt (hebräisch גדעון פת; * 22. Februar 1933 in Jerusalem; † 27. April 2020) war ein israelischer Politiker. In den späten 1970er und den frühen 1980er Jahren bekleidete er verschiedene Ministerämter.

## Leben
Gideon Patt wurde während der Zeit des britischen Mandats für Palästina in Jerusalem geboren. Er wurde zunächst an einer Religionsschule und an der Jeschiwa Merkas HaRaw Kook unterrichtet. Danach ging er in die USA, wo er mit Nahum Goldmann zusammenarbeitete. Dort schloss er ein Ökonomie-Studium an der New York University mit dem B.A. in Economics ab. Seinen Wehrdienst in der israelischen Armee leistete er bei den Nahal ab. Bei den Parlamentswahlen von 1969 war er von seiner Partei auf Platz 27 gesetzt.
Da die Gahal nur 26 Sitze gewann, verpasste er zunächst den Einzug ins Parlament, erhielt aber kurze Zeit später als Nachrücker seinen ersten Parlamentssitz. 1973 und 1977 war er Minister im Kabinett Begin. 1979 wurde er Handelsminister.
Nach den Wahlen von 1981 erhielt er wieder einen Ministerposten. In der nächsten Wahlperiode ab 1984 wurde er Wissenschafts- und Entwicklungsminister und in der folgenden Wahlperiode ab 1988 erhielt er das Tourismusministerium. 1992 wurde er wieder ins Parlament gewählt, erhielt jedoch keinen Ministerposten, da seine Partei nicht an der Regierung beteiligt war. 1996 wurde er nicht mehr wiedergewählt. Nach seinem Rückzug aus der Politik wurde er zum Präsidenten und CEO des  International Office of Israel Bonds ernannt.
Patt war verheiratet und hatte drei Kinder.